# Lauren Moyer
Pour les articles homonymes, voir Moyer.
Lauren Moyer est une joueuse américaine de hockey sur gazon. Elle évolue au poste d'attaquante avec l'équipe nationale américaine.

## Biographie
- Naissance le 13 mai 1995 à York.
- A participé à l'Université de Caroline du Nord à Chapel Hill de 2013 à 2017. Les Tar Heels ont remporté 1 titre de champion de l'ACC en 2015. À l'UNC, nommés dans la première équipe All-ACC, All-ACC Tournament Team, NCAA Division I Équipe de tous les tournois, première équipe de la région All-South de Longstreth / NFHCA, nommée All-American de Longstreth / NFHCA.

## Carrière
Elle a fait ses débuts avec l'équipe première en mai 2017 lors d'un match amical face à l'Irlande à Lancaster.

## Palmarès
- : 3e à la Coupe d'Amérique 2017.
- : 3e aux Jeux panaméricains 2019.